# A Ceremony of Carols
A Ceremony of Carols, Op. 28 ist ein Chorwerk von Benjamin Britten für dreistimmigen Knabenchor (oder Frauenchor), Solostimmen und Harfe. Das Stück wurde für Weihnachten geschrieben und besteht aus elf Sätzen auf Texte aus The English Galaxy of Shorter Poems von Gerald Bullett, die auf Mittelenglisch gesungen werden. Das Stück wurde am 4. Dezember 1943 in der Wigmore Hall in London uraufgeführt. Die Aufführungsdauer beträgt ca. 23 Minuten.
Das Stück wurde 1942 geschrieben, während Britten auf dem Weg von den Vereinigten Staaten nach England auf hoher See war. Das Stück wurde zur selben Zeit geschrieben wie Brittens Hymn to St. Cecilia und ist dieser stilistisch sehr ähnlich.
Ursprünglich plante Britten eine Reihe einzelner Lieder. Sie wurden jedoch später zu einem zusammenhängenden Werk gestaltet. Den Rahmen dafür bildet das einstimmige Hodie Christus natus est (lat.: „Heute wurde Christus geboren“), das auf einer gregorianischen Antiphon basiert und vom Chor zum Ein- und Auszug intoniert wird. Ein Harfensolo, das auf diesem Gesang sowie einigen anderen Motiven aus „Wolcum Yole“ basiert, dient ebenfalls der Verschmelzung zu einem Stück. In den Sätzen „This Little Babe“ und „Deo Gracias“ reflektiert der Chor harfenähnliche Effekte durch Verwendung enggeführter Kanons.

## Entstehungsgeschichte des Werkes

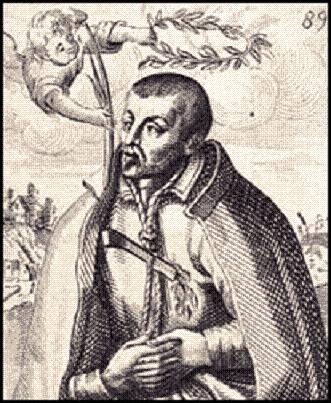
Sir Robert Southwell (1561–1595), war ein Märtyrer und Heiliger in der katholischen Kirche. Er war Autor von „This little Babe“ und Teilen von „Newe Heaven, Newe Warre“ (1595) und von „In Freezing Winter Night“

Als Benjamin Britten die Vereinigten Staaten 1939 verließ, hatte er den Auftrag Edna Phillips’, ein Konzert für Harfe zu schreiben, nicht erfüllt. Als er 1942 mit dem schwedischen Schiff „MS Axel Johnson“ über den Atlantischen Ozean nach England zurückkehrte, studierte Britten den Vertrag für eine Harfenkomposition.
Während eines Haltes für Reparaturen in Halifax (Nova Scotia) kaufte Britten „The English Galaxy of Shorter Poems“, geschrieben von Gerald Bullett, das fünf Gedichte enthielt, die er in der ursprünglichen Fassung vertonte:
- 3. „There is no Rose“
- 5. „As dew in Aprille“
- 6. „This little Babe“
- 8. „In Freezing Winter Night“
- 10. „Deo Gracias“

Außerdem erschien 4b „Balulalow“ und eine erste Version von „Hodie Christus natus est“, dessen Melodie sich jedoch von der endgültigen unterschied. Diese erste Version wurde „7 Christmas Carols“ genannt und erschien 1942.
Wieder zu Hause, ergänzte Britten den ersten Abschnitt „Procession“ und den elften, „Recession“. Die Musik und gregorianische Melodie, die er ursprünglich für „Hodie“ komponierte, verwendete er für den zweiten Abschnitt „Wolcum Yole!“ weiter.
Er komponierte außerdem den neunten Abschnitt „Spring Carol“. Diese Version (ohne Satz 4a „That yongë child“ sowie das Interludium für Harfe, die später eingefügt wurden) wurde am 5. Dezember 1942 in der Bibliothek des Norwich Castle vom Frauenchor des „Fleet Street Choir“ unter der Leitung von T.B. Lawrence und der Harfenbegleitung von Gwendolen Mason erstmals aufgeführt.
Die Endfassung wurde 1943 in der Wigmore Hall in London vom Morriston’s Boys’ Choir, mit Maria Korchinska an der Harfe und unter der Leitung des Komponisten uraufgeführt.
Das Werk ist der Gesangslehrerin und Chorleiterin Ursula Nettelship gewidmet, die die Entstehung der Saint Nicolas-Kantate Op. 42 förderte.

## Abschnitte
1. „Procession“ („Hodie Christus natus est“, Gregorianischer Choral zum Magnificat bei der zweiten Vesper zu Weihnachten)
2. „Wolcum Yole!“
3. „There is no Rose“ (Trinity College MS 0.3.58, Anfang 15. Jh.)
4a. „That yonge child“
4b. „Balulalow“ (Brüder Wedderburn, fl. 1548)
5. „As dew in Aprille“ (Sloane 2593, erstes Viertel 15. Jh.)
6. „This little Babe“ (von Robert Southwells „Newe Heaven, Newe Warre“, 1595)
7. „Interlude“ (Harfensolo)
8. „In Freezing Winter Night“ (Robert Southwell)
9. „Spring Carol“ (16. Jh., geschaffen von William Cornysh)
10. „Deo Gracias“ (Sloane 2593)
11. „Recession“ („Hodie“)

## Bearbeitungen
Der Verlag Boosey & Hawkes beauftragte den Komponisten Julius Harrison damit, eine Fassung für vierstimmigen gemischten Chor (SATB), Solisten und Harfe zu arrangieren, die 1955 veröffentlicht wurde.
Eine deutschsprachige Fassung unter dem Titel Ein Kranz von Lobechören schuf Herberth E. Herlitschka.
Einige Texte wurden später von anderen Komponisten verwendet. Erwähnenswert sind Adam lay ybounden von Boris Ord.